# Storm Hawks
Storm Hawks es una serie de televisión animada canadiense creada por Asaph Fipke y producida por Nerd Corps  Entertainment para YTV. Se estrenó en Cartoon Network Latinoamérica el 5 de enero de 2008.

## Trama
Storm Hawks está ambientado en un mundo ficticio llamado Atmos, un mundo en gran parte montañoso que consta de masas de tierra dispersas, imponentes y parecidas a mesetas conocidas como terras. Directamente debajo de las terras se encuentran las Wastelands, la zona más peligrosa de Atmos, con fuegos infernales y criaturas malvadas. Debido a su geografía, los viajes se hacen principalmente a través de vuelos. La tecnología de Atmos se basa en cristales generadores de energía, que se utilizan para alimentar los distintos dispositivos de la serie o anular la gravedad. Patrullando los cielos de Atmos están los Escuadrones, grupos de guerreros que pilotean vehículos parecidos a motocicletas, llamados Skimmers, que pueden semitransformarse en máquinas voladoras. Cada escuadrón está dirigido por un Sky Knight y estos guerreros son administrados libremente por el Sky Knight Council. 
En la serie, el principal enemigo es la Maestra Cyclonis, líder del Imperio de Cyclonia, y sus sirvientes, los Cyclonianos, que amenazan a Atmos. Los Storm Hawks originales reunieron a los otros escuadrones contra este enemigo, pero fueron traicionados y derrotados por uno de los suyos (más tarde conocido como The Dark Ace). Diez años más tarde, los personajes principales de la serie se topan con los restos del portaaviones de los Storm Hawks, el Cóndor, y extraoficialmente toman el nombre de Storm Hawks con la esperanza de convertirse ellos mismos en Sky Knights, a pesar de no tener la edad suficiente ni siquiera para hacer volar legalmente el vehículo. Sin embargo, su juventud derrota su ambición, ya que ni amigos ni enemigos los toman en serio por ello. 
Esto cambia cuando entran en conflicto con una nueva Maestra Cyclonis, nieta del anterior. Entre sus seguidores se encuentran Dark Ace, el hombre que traicionó a los Storm Hawks originales y ahora sirve a Cyclonis como su mano derecha; Snipe, un hombre fuerte que empuña una maza y al que le gusta romper cosas; y la hermana de Snipe, Ravess, una arquera que tiene como secuaces a unos violinistas, a los cuales siempre los lleva a la batalla por el tema musical. 

## Los Storm Hawks
Los halcones de la tempestad consiste de seis miembros:
- Aerrow: Lidel del escuadrón Storm Hawks, temerario líder y jefe del escuadrón, Aerrow es maduro, a pesar de que tiene 17 años de edad. Tiene cierto parecido a su padre Lightning Strike, con un pelo rojo despeinado y ojos verdes. A pesar de su juventud, él es uno de los mejores caballeros celestes y un talentoso guerrero de todo el Atmos.

- Radarr: Amigo de Aerrow y copiloto, Radarr es una criatura vagamente parecida a conejo con parte Lémur de origen indeterminado que odia el término "mascota". Radarr tiene piel azul zaparrastrosa y ojos amarillos.

- Finn: Finn es un tirador de primera, y él y Junko son grandes amigos que siempre están consiguiendo un contratiempo o un problema en conjunto, convirtiéndose en el par cómico de alivio en la exhibición. Con pelo rubio espigado y ojos azules, Finn parezca perpetuamente en una prisa de azúcar, sin embargo él siempre prueba ser fresco. Su personalidad toma de ambos un navegante estereotípico y guerrero obsesionado con el poder pero leal al equipo.

- Junko: un carácter corpulento duro que tiene un gran corazón, un poco miedoso pero leal al equipo, Junko es el músculo del grupo, a cargo de la ingeniería del Cóndor y la balística pesada. Es de una raza de guerreros llamada Wallops, reconocidos por su enorme fuerza y rudeza, lo cual convierte a Junko en una anomalía.

- Piper: Está a cargo de tácticas, navegación, y estudio de cristales, también es excelente combatiendo y teniendo excelentes habilidades, y sabe casi todo sobre Atmos.

- Stork: el piloto transportador y especialista de artefactos y armas lleno de paranoia, pesimista, severo y ciertas alergias un tanto extrañas; es delgado, piel de un color verde enfermizo. Pertenece a una especie llamada "Merb". Sin embargo él aparece amenazado al principio, se revela rápidamente para ser fácilmente asustado, sin embargo ejecuta firmemente sus deberes. Ha manifestado también ser un miembro leal a los Storm Hawks hasta "que encuentre algo mejor".

## Cristales
Para casi todos los dispositivos mecánicos de los Storm Hawks y el Atmos funcionan con cristales, un cristal de uno u otro tipo requiere poder. Cuando las armas se refiere, los cristales vienen en una gran variedad de formas y colores, cada una de diferentes efectos. Todos los cristales antes de comenzar como piedra en bruto, son refinados en formas utilizables. 
- Piedra de Aurora - Un cristal capaz de generar el poder mucho más allá de la de cualquier otro, esta piedra es robado en el primer episodio al poder Master Cyclonis' Tormenta del motor y destruido en el mismo episodio.
- Blazer Cristales - Da armas de fuego propiedades.
- Cristales Escarcha - Cuando se usa con armas, crea corrientes de hielo que el usuario puede controlar.
- Cristal de Bloqueo - suspende temporalmente los efectos de otros cristales.
- Chroma Cristales - Puede cambiar el pelo y la ropa hasta el contacto se pierde.
- Cristal de Encubrimiento - Causas invisibilidad o encubra siempre y cuando el cristal está intacto.
- Cristal de Clonación- Una rara artefacto que crea clones de su titular cuando se expone a la luz solar. Los clones producidos por este cristal se relacionan entre sí, y sentir el sufrimiento del otro una vez. Con el cristal de cada uso se deteriora, hasta que finalmente destruye. Sus clones se borran por la exposición a la energía de los Cristales Lunar, como la luz de la luna se encuentra en el frente de frecuencia de la luz del sol.
- Cristales de Cocina- Se utiliza para la cocción de alimentos o como improvisados explosivos en grandes cantidades.
- Cristales llovizna - Crear nubes en el aire libre o galones de agua en espacios confinados.
- Motor de Cristales - cristales genérico utilizado para los portadores de energía y bombas de succión.
- Cristales de Energía - Aumenta el poder de cualquier cristal que toque.
- Enhancer Cristales - Especial piedras diseñado por el Maestro Cyclonis para aumentar la capacidad del usuario y de las armas por un factor de cien.
- Cristales de Erupción- Causas objetos a explotar.
- Firebolt Cristales - Firebolt cristales son el equivalente a Cyclonian cristales delantero, producidos en masa por el imperio para su uso en armas Cyclonian. Su eficacia varía en función de lo bien que están refinado, el más alto grado versiones están en condiciones de formarse un destructivo nubarrones de la liberación de energía.
- Floater Cristales - Causas para colocar objetos.
- Cristales de Hielo - Llamado 'Icers', estas armas de fuego permite la congelación de energía explosiones.
- Horno de Cristales - Baja generación de calor; comparables a las fogatas.
- Cristales de combustible - de bajo grado, moderadamente volátil cristales de poder utilizarse para vehículos más pequeños.
- Géiser de Cristales - En efecto, las grandes erupciones de agua.
- Helix Stone - Según Piper, la más poderosa de cristal imaginables. Su existencia es dudosa, sin embargo.
- Cristales de Hipnosis- inductores del sueño.
- Cristal Infinito - Solo dos se han encontrado, el propósito es desconocido.
- Baluma Cristales - cristales de sangre (o "leechers"), la fuga de la energía de otros cristales, después de la explosión de una cierta cantidad de drenaje.
- Cristales de Levitación - Causa Levitación, aunque más potente y fácil de usar.
- Cristales Lunares - Counterpart a Solaris cristales; almacenar luz de la luna.
- Cristales de Mensage - Almacena y reproduce mensajes.
- Cristal de Nimbus - la creación de la cubierta de nubes, similar a la llovizna cristales.
- Nitro Cristales - Aumento de la velocidad de un vehículo diez veces durante algunos segundos. Solo una buena vez.
- Oblivion Cristales - Envía meta a otra dimensión. Por alguna razón, que no funcionan si el destino es o fue una vez cerca del usuario, es decir, si los dos eran amigos.
- Piedra Oráculo- La Piedra Oráculo, poseído por el espíritu de su mismo nombre, muestra al usuario el futuro. Aerrow libera el Oráculo para evitar una desagradable futuro, de modo que pueda quedar la piedra inútil.
- Paralyzer Stones - Paraliza a cualquier objetivo.
- Cristal Phoenix - Propaga la intensa generación de incendios. También atraen a los grandes fénix, que son guardianes de los cristales celosamente.
- Raw Cristales - sin cristales en su estado natural después de haber sido minadas.
- Cristales Humo Arco-iris - Multi-efecto de humo de color, por lo general para el entretenimiento.
- Cristales de Escudo - Crea escudos de energía de diversa intensidad y el color para su uso en buques porteador.
- Cristales de Baba - Sus productores, a veces los combinan con cristales de la erupción.
- Cristales Solaris - La luz del sol le da poder.
- Delantero Cristales - Delantero cristales básicas son las armas cristales, visto en muchos colores.
- Swarm Cristales - Convierte objetos en enojados insectos.
- Pulso de Tiempo - Situado en el corazón de la complicada torre del reloj en la masiva Torre Glockenchime Tierra, El cristal de tiempo de pulso emite un pulso constante del cual dependen las aeronaves para la navegación.
- Cristales de Velocidad - aumento de la velocidad del vehículo.
- Tiempo Cristales - Tiempo cristales elementales son cristales de las armas, dando un adecuado propiedades sobre la base del tipo.
- Cristales de Viento - Viento generación; combinado con armamento que puede crear tornados

## Escuadrones
Junto con los Storm Hawks entodo el Atmos hay distintos escuadrones entre los que se distinguen:
Storm Hawks
- Aerrow
- Piper
- Radarr
- Finn
- Junko
- Stork

Cyclonis
- Maestra Cyclonys
- Ravess
- Snipe
- "As" oscuro

Raptors
- Repton
- Hoerk
- Leugey
- Spitz
- Oppinsaur

Interceptors
- Starling

Águilas Rojas
- Carver

Guardianes Rex
- Harrier

Zero Absolutos
- Billy Rex
- Suzy Lu

Third Degree Burners
- Blistre
- Burner

Murk Raiders
- Capitán Escabulus
- Ojo bola

## Episodios
Primera Temporada: 
- Episodio 1 y 2 - The Age of Heroes
- Episodio 3 - Gale Force Winds
- Episodio 4 - The Code
- Episodio 5 - Tranquility Now
- Episodio 6 - Best Friends Forever
- Episodio 7 - The Black Gorge
- Episodio 8 - Absolute Power
- Episodio 9 - Velocity
- Episodio 10 - Fire and Ice
- Episodio 11 - King for a Day
- Episodio 12 - Terra Day
- Episodio 13 - Storm Warning
- Episodio 14 - A Little Trouble
- Episodio 15 - Thunder Run
- Episodio 16 - Escape!
- Episodio 17 - Forbidden City
- Episodio 18 - Leviathan
- Episodio 19 - InFinnity
- Episodio 20 - Terra Neon
- Episodio 21 - The Storm Hawks Seven
- Episodio 22 - Talon Academy
- Episodio 23 - Siren's Song
- Episodio 24 - Calling All Domos
- Episodio 25 - The Lesson
- Episodio 26 - Dude, Where's My Cóndor?

Segunda Temporada
- Episodio 27 - The Masked Masher
- Episodio 28 - Atmos, Most Wanted
- Episodio 29 - Stratosphere
- Episodio 30 - The Last Stand
- Episodio 31 - Life With Lugey
- Episodio 32 - What Got Into Finn?
- Episodio 33 - Royal Twist
- Episodio 34 - Second Chances
- Episodio 35 - Radarr Love
- Episodio 36 - Scout's Honour
- Episodio 37 - Sky's End
- Episodio 38 - Five Days
- Episodio 39 - Enery Crisis
- Episodio 40 - Dark Waters
- Episodio 41 - Number One Fan
- Episodio 42 - A Coronel Of Truth
- Episodio 43 - Shipwrecked
- Episodio 44 - Power Grab
- Episodio 45 - Home Movie Night
- Episodio 46 - Origins
- Episodio 47 - The Ultra Dudes
- Episodio 48 - A Wallop For All Season
- Episodio 49 - Payback
- Episodio 50 - The Key
- Episodio 51 - Cyclonia Rising -Part 1-
- Episodio 52 - Cyclonia Rising -Part 2-

## Locaciones

### Terra Amazonia
Tierra Amazonia es una tierra que está cubierta de selvas vírgenes. Según Piper, se trata de un mundo a distancia de las demás tierras. katyxy

### Aquanos
En Terra Aquanos se encuentra el escuadrón de Cuello Hondonadas. Los habitantes nativos de la tierra son inteligentes half-man/half-fish humanoides. 

### Terra Atmosia
Terra Atmosia es la sede del Consejo del Cielo, así como el faro torre de piedra que contiene la Piedra Aurora. La cual es vigilado por las Águilas Rojas, hasta que su líder traicionó a su tripulación.

### Blizzaris
Terra Blizzaris, Un Terra cubierto de nieve, patria de los Zeros Absolutos. Con base en los comentarios de Repton, en "Fire and Ice", el nombre Blizzaris no se aplica a una terra específica, sino más bien a la terra actual que usan y que transformaron gracias al cristal de Escarcha, transformándola en la nueva casa de los Blizzarians. Aparentemente laa¿ primera (o anterior) fue conquistada por los Cyclonians, después de lo cual los Blizzarians simplemente se trasladaron a otra terra deshabitada. Congelándola por medio un del cristal Escarcha y convirtiéndola entonces es su nuevo hogar.

### Bluster
Terra Bluster es una terra conquistada por Cyclonia y gobernado por Ravess. 

### Bogaton
Terra Bogaton terra es el país de los Raptors. Bogaton tiene el mejor sistema de defensa aérea en Atmos: una red de cañones de la energía dispersa cerca de toda dla terra para detectar todo lo que pasa por encima el límite arbóreo y disparar hacia abajo con mortal precisión (incluso objetivos tan pequeños como una mosca). Debido a esto, los viajes de tierra es una necesidad dentro de sus fronteras. El sistema no discrimina entre amigos y enemigos, por lo que los Raptors mismos se ven obligados a viajar terreno también. Sus vehículos, sin embargo, están diseñados para funcionar de manera eficiente en el terreno áspero, por lo que todavía tienen la ventaja. 

### Cyclonia
Cyclonia (por lo general sin que se hace referencia a la "Terra" prefijo) es la casa del Maestra Cyclonis 'imperio. Que se empequeñece a todos los demás en terra Atmos, debido en parte al gran número de picos y montañas que lo rodean. Con el cada vez mayor imperio Cycloniano, Cyclonia en sí es mucho más industrializado que es estándar para la terraza, sus operaciones se extiendn mucho más abajo en la baldíos . También tienen el ejército más grande en el ambiente de todo el Atmos 

### Deep
Oscurecida por nubes gruesas, La Terra se llena de escarpadas rocas, grutas profundas imposibles de cruzar y no una base sólida para hablar de. Debido a sus características geográficas, Terra Deep no aparece en ninguno de los actuales mapas; Stork recupera marcado es más de 200 años de antigüedad. Los Murk Raiders, una banda de piratas viciosos, Deep hace su casa, asaltanndo barcos y dejando sus restos sembrados sobre el paisaje. Debido a las densas nubes, la presión atmosférica aumenta a medida que desciende de un buque hasta que sea finalmente aplastada.

### Edmontonia
Ingenieros de Edmontonia (su nombre se asemeja a la capital canadiense de Edmonton en Alberta) co-desarrolladores del Triturador (Grinder) de hielo junto con ingenieros de Terra .Blizzaris.

### Xerxxes
En el episodio "Velocity", el As Oscuro disfrazado a sí mismo como un caballero de Terra cielo Xerxxes, a fin de infiltrarse en la Gran Raza en Terra Saharr. Que el ardid tuvo éxito sugiere la terra probable existente, pero que no sea la de ninguna otra mención que se hace.

### Gale
En Terra Gale viven los rebeldes Ducks. Esta terra fue esclavizado por el Cyclonians hace años y se utiliza como una de las muchas fábricas para producir equipo Cycloniano. Los Storm Hawks ayudan a la libertad de los esclavos rebeldes Ducks durante una misión de exploración. Todos los habitantes tienen acento francés.

### Glockenchime
Terra Glockenchime es el la tierra del Tiempo de Pulso, la central de un sistema de navegación para cada aeronave en Atmos. Esencialmente una masiva clocktower, Glockenchime está dotada de Criadores de tiempo, que mantienen el sistema.

### Greemus
Terra Greemus es donde la Heliscooter se inventan. Ahí también fueron una de las últimas tierras a tomar a la cielos de ambiente.

### Terra Lyn
Terra Lyn es en donde vive Finn.

### Merb
Terra Merb es el de Stork , una masa de tierra frecuentemente golpeada con una variedad de desastres naturales, La población de Merd tiende a adoptar una prudente visión de la vida.

### Terra Mesa
Terra Mesa fue la antigua casa de la escuadra Interceptor, Starling era miembro del Escuadrón Interceptor.

### Neon
Terra Neon es una terra famosa por su carnaval y las 24 horas del día salsa, bufets etc. Se encuentra en el suroeste. Inicio a una escala masiva terra carnaval, Terra Neon siempre trae en las grandes multitudes.

### Nimbus
Terra Nimbus es una terra conquistada por Cyclonia y gobernado por Snipe. 'Nimbus' en latín es " nube ", que puede ser una pista en cuanto a su terreno.

### Terra Nord
Terra Nord se menciona de pasada, al final del capítulo "Hielo y Fuego", donde Piper toma nota de que los Caballeros del cielo de Terra estarían dispuestos a aceptar a los Blizzarians como refugio hasta que su terra original sea liberada, si bien aparentemente es suficientemente fría como para ser un buen territorio para los Blizzarians, Pero Billy Rex, un miembro del Escuadrón de los Zeros Absolutos, comentaba y se quejaba que las personas que habitan en los llamados "hosers", no sabían cómo divertirse.

### Terra Ray
Terra Ray es una terra caracteriza por la gran cantidad de horas de sol. Aerrow sugirió viajar allí después de sobrevivir al Cañón Negro.

### Terra Rex
Terra Rex es donde se originaron los Caballeros del Cielo, aunque el órgano rector de los Caballeros del Cielo desde entonces se ha trasladado a Atmos. En Terra Rex viven los Guardianes Rex. Entre sus características son un gran escenario al aire libre para duelos y espaciosos comedores para las visitas.

### Saharr
Terra Saharr (su apariencia y nombre hace referencia al desierto del Sáhara), es un gran, desiérto terra similar en apariencia a Australia. En el episodio "Velocity", la escuadra local, el Tercer Grado Quemadores, patrocinado por el Gran Atmos Race, una carrera de la tierra en toda la superficie de la terra de Amuleto Velocidad. El original Storm Hawks fueron siempre victoriosos en esta carrera, sino por el comienzo de la serie no se ha celebrado durante diez años. El nuevo Storm Hawks son técnicamente victorioso cuando se revivió, pero esto se debe en parte As Oscuro trampas durante la carrera. Aerrow también destruye el amuleto después de los Cyclonianos el ataque es repelido de manera cada unidad puede tomar una pieza de origen, declarando a todos los ganadores por su esfuerzo combinado en derrotar a los Talons. Además de la raza, Terra Saharr también sirve como una especie de puesto de comercio, en donde mucha gente (incluso Cyclonians) vienen a adquirir raros y valiosos artículos de los comerciantes locales.

### Toledo
Terra Toledo se mencionó brevemente al final del episodio "Terra Neon", aunque los detalles no se detallan.

### Tranqua
Una pacífica Terra, Snipe tiene previsto lanzar una invasión a la Terra Tranqua uso de los niños reclutados por la Academia Talon utilizando propaganda Cycloniana.

### Terra Tropica
Tropica (también conocida sin la "Terra" prefijo) está situado en el suroeste. Como el nombre y la descripción de lo sugieren, Tropica parece ser un paraíso tropical con el surf y la natación, en el Atmos es equivalente a Hawái o de cualquier número de lugares tropicales y recursos.

### Tundras
La Terra Tundra dos de las tres minas más productivas de cristal en Atmos, que en ambos casos está bajo el control Cycloniano.

### Vapos
Terra Vapos es una pérdida terra (que se consideran un mito por el resto de Atmos), cuna de una sociedad inspirada en las de la antigua Grecia. Vapos se perdió cuando un terremoto masivo dividir el terreno debajo de ella, poniendo en libertad a un ejército de humanoides murciélagos que recogió la ciudad limpia. Años más tarde, los Storm Hawks inadvertidamente saben del accidente en Vapos, Finn es proclamado como profetizó héroe, el gran Domo. Con el fin de demostrar que, señalan un pequeño anillo colgado de una rama sobre un acantilado unclimbable, que el héroe será capaz de recuperar. Esto no es problema para Finn, que acaba de dispara hacia abajo y las capturas. Finn se representa casi exactamente sobre un mural cerca del centro de la ciudad, de ahí su convicción de que él es el héroe. Sin embargo, el finlandés no se supone que guardar la terra, pero en su lugar se supone que deben comidos por los murciélagos. Con la ayuda de Aerrow, Finn es capaz de sellar la espalda murciélagos subterránea, lo que permite Vapos para recuperar su prosperidad. 
El pueblo de Vapos son mágicamente vinculada a la terra, y no objeto de su superficie puede dejar sin vaporización. Sin embargo, los objetos no son destruidos cuando se dé el caso, sino simplemente sobre Vapos reaparecer después de un breve período. 
Terra Vapos apareció en 'Atención, Domos' cuando los Murk Raider robaron un cristal de forma Vapos terra.

### Terra Wallop
Es la Terra natal de Junko, donde vive los Wallops. Junko también tenía que ir para conseguir un diente extraído. Los Dentistas allí no son como los demás, sino que usan el recurso de la tortura para obtener directamente un diente.

### Xoam
Se trata de una terra cubierta de antiguas selvas, que cubren misteriosos subterráneos, así como las enimáticas ruinas de la Ciudad Prohibida. El original de los constructores de la Ciudad Prohibida cree en trucos y engaños, por lo que su total de las armas y trampas es peligrosa. La única forma de sobrevivir es recordar que las primeras impresiones son siempre mal y nada es lo que parece.

### Zartacla
Terra es un Zartacla pantanosas, con bosques terra Cyclonian donde una cárcel de alta seguridad se encuentra. El jefe de guardias, Señor Moss, lleva a la caza para Aerrow , Ling y Radarr cuando salen de la prisión. El personal de la prisión es comparativamente pequeño, en su mayoría compuesto por Sr Moss, el Talon guardias, y el manejador de los animales locales, Hamish. Para compensar, Moss se asegura de que el único lugar donde los presos pueden salir de la Terra es natural de swamplands; Su muy probable que Moss tiene la única (completamente funcional) Circular en el cielo Terra, en la forma de su personal Heli-Blade Ciclo , Bessie. Zartacla Alcatraz se detallan atrás.

### El Barranco Negro
El Barranco Negro es un desfiladero profundo, la luz solar es imposible de llegar al cañón y se encuentra una región de Atmos no identificada, claramente por encima del Páramo, pero no necesariamente ubicados en una determinada terra. El Barranco Negro genera un campo de energía natural que agota rápidamente los cristales dejándolos inútiles, lo que desalenta los viajes en cualquier lugar cerca de él. Dentro de sus paredes, acechan oscuras criaturas que lograron adaptarse a sus condiciones: vulcamurciélagos-come-metal, plantas come-carne-gigantes, que viven de alquitrán, la anguila gigante y el Perezoso gigante de colmillos venenosos- espinosos. La luz del solar solo aparece en un lugar en la Quebrada de Negra, y solo lo hace por unos segundos cada año. Por cierto, la garganta de perezosos hacen de este lugar su hogar, debido a que necesitan la luz solar para transformar en los animales que desagradables criaturas que son. Un hombre fue capaz de crear un mapa de la quebrada para cualquier persona o para sobrevivir a una caída de su dolorosa perdición, antes de que él sucumbió al "Sindrome de Demencia del Barranco".

### El Gran Extensión
Un aparentemente infinita extensión de la inestabilidad del terreno, los bloques de la Gran Extensión Timepulse faro de navegación y el sol es casi constante, la prevención de la navegación a través de los marcadores estelares. Estos efectos son creados por la ilusión de fundición Sky sirenas, que en atraer a los buques a ser destruida por la tentadora tripulaciones con sus mayores deseos.

### Polaris Point
Una pequeña formación rocosa cerca de Terra Amazonia, de Centros de Polaris no es una terra de pleno derecho. Sin embargo, es importante debido al hecho de que el tráfico procedente de múltiples terras debe viajar más allá del mismo para evitar tormentas poderosas. Ravess había Cyclonians la construcción de un enorme cañón sónico sobre la terra. Ravess construido un cañón sónico porque los barcos tienen que pasar a través de Centros de Polaris, porque por un lado está la de los Grandes Extensión y en el otro lado es el Cyclonian frontera. Lamentablemente para ellos, la tormenta Hawks lograron hundir el cañón, demoliendo completamente Polaris Punto en el proceso.

### Skyside Shanty
Un resumen chabola por Terra Aquinos, y el agujero de la bebida preferida de los pescadores de que el cielo cerca el trabajo de nubes mar, la Skyside Shanty es famoso por sus Skyside Shanty Firma del extra-Vinagre de malta Cuádruple potentes, en particular cuando es enlazado con la Skyfood Combo Platter, Un gigantesco plato de frito todo.

### El Wayside
El Wayside es una de las muchas paradas de descanso y vehículos de grasa en las rutas comerciales que corren entre las terras. La especialidad es la Wayside Atmos estilo casera. 

### Wastelands
Los Wastelands son el terreno que hay debajo de las nubes de Atmos. Los Wastelands son, fundamentalmente, un flujo de magma gigante, con diversas formaciones de rocas escarpadas y géiseres de lava resultantes de la inestabilidad del terreno. Los Wastelands están repletos de criaturas hostiles adaptadas a esta terra. Entre las que se ven las hay de gran tamaño, como una especie de anguilas, que viven en la lava. Finn también menciona entre sus residentes a las "moscas escorpión" y los "elefante hormigas".
- Datos: Q1071161